# Almuerzo en la Alhambra
Almuerzo en la Alhambra es una pintura al óleo realizada por el pintor español Mariano Fortuny en 1872 en Granada. Actualmente pertenece a la colección de Flora Klein-Andreu, de Barcelona.